# Филиповский, Франтишек
Фра́нтишек Фи́липовский (чеш. František Filipovský; 23 сентября 1907, Пршелауч, Австро-Венгрия, ныне Пршелоуч, Чехия — 26 октября 1993, Прага, Чехия) — чешский актёр театра, кино и телевидения. Вошёл в историю чехословацкого кинематографа как «голос Луи де Фюнеса».

## Биография
В 1931—1938 годах работал в Освобождённом театре, с 1945 года — в Национальном театре Праги.
С 1995 года вручается премия имени Франтишека Филипповского за мастерство в дубляже.

## Избранная фильмография
- 1932 — Перед экзаменом на аттестат зрелости / Před maturitou — студент
- 1933 — Река / Řeka — постоялец отеля
- 1934 — Гей, руп! / Hej-Rup! — шофёр
- 1935 —  / Barbora řádí — адвокат
- 1935 — Герой одной ночи / Hrdina jedné noci — репортёр
- 1936 — Люди на льдине / Lidé na kře — Agent of the S. K. Hvezda
- 1937 — Адвокат Вера / Advokátka Věra — Apache
- 1937 — Мир принадлежит нам / Svět patří nám — Pinker - worker
- 1937 — Девственность / Panenství — Císník Jenda
- 1937 — Семья Гордубал / Hordubalové — адвокат
- 1938 — Заботы Ванды / Vandiny trampoty — Кроуский
- 1938 — Школа – основа жизни / Škola základ života — Václav Krhounek septimán
- 1938 —  / Bílá vrána
- 1938 —  / Co se šeptá — дядя Адольф
- 1938 — Одиннадцать парней Клапзуба / Klapzubova jedenáctka
- 1939 — Остановился у кассы / U pokladny stál — служащий
- 1939 —  / Kdybych byl tátou — офисный служащий
- 1939 — Кристиан / Kristian — JUDr. Dvorácek - attorney
- 1939 — Путь в глубины студенческой души / Cesta do hlubin študákovy duše — Мазанек
- 1939 —  / Hvězda z poslední štace - Герек Палицка
- 1939 —  / Osmnáctiletá — управляющий
- 1940 —  / Směry života — Рыбицка - студент
- 1940 — Катакомбы / Katakomby — Smíd, servilní úredník
- 1940 —  / Okénko do nebe — секретарь
- 1940 — Барон Мюнхгазуен / Baron Prášil — официант
- 1940 — Жизнь прекрасна / Život je krásný — секретарь Хартля
- 1940 — Для товарища / Pro kamaráda
- 1941 — Турбина / Turbina — эпизод
- 1941 — Милый человек / Roztomilý člověk — Ярослав Старек
- 1941 — Я женился на своей жене / Provdám svou ženu — Zmatlík, krejcí
- 1941 — Отель «Голубая звезда» / Hotel Modrá hvězda — счетовод
- 1941 —  / Z českých mlýnů — Krákora
- 1941 — Небо и дудки / Nebe a dudy
- 1941 —  / Pantáta Bezoušek — Articled Clerk
- 1941 — Тяжкая жизнь авантюриста / Těžký život dobrodruha — Starik
- 1942 — Габриела / Gabriela — Франтишек Калиста
- 1942 —  / Muži nestárnou — Stejskal; chemist
- 1942 — Рыба на суше / Ryba na suchu — Rypácek, radní
- 1942 — Я сейчас вернусь / Přijdu hned — адвокат
- 1942 — Большая преграда / Velká přehrada — Poradatel boxerského souboje
- 1942 — Барбора Главсова / Barbora Hlavsová — Бартизал, ювелир
- 1942 — Очарованная / Okouzlená
- 1943 — Золотое дно / Zlaté dno — доктор
- 1943 — Эксперимент / Experiment — посетитель вернисажа
- 1943 —  / Modrý závoj — Rozhlasový pracovník
- 1943 —  / Čtrnáctý u stolu — Килиан
- 1943 — Жаждущая юность / Žíznivé mládí
- 1944 — Добродетельная госпожа Пардубице / Počestné paní pardubické — Flaska, gingerbreadman
- 1945 — Розина-найденыш / Rozina sebranec — Лазебник
- 1946 — Магия реки / Řeka čaruje
- 1946 — Лавина / Lavina — Cerný, vrátný
- 1946 — Подарок / Dárek — сценарист (к/м)
- 1947 — Рассказы Чапека / Čapkovy povídky — полицейский агент Пистора
- 1947 — Рога / Parohy — репортёр
- 1947 — Никто не знает ничего / Nikdo nic nevi — Пётр Нивий - кондуктор трамвая
- 1948 — О сапожнике Матфее / O ševci Matoušovi
- 1949 —  / Červená ještěrka — почтальон
- 1951 —  / Vzbouření na vsi — Mrácek
- 1951 — Посланник зари / Posel úsvitu — служащий
- 1951 — Пекарь императора — Император пекаря / Císařův pekař a pekařův císař — придворный астролог
- 1952 — Миколаш Алеш / Mikoláš Aleš — доктор Ризнер
- 1952 — Над нами рассвет / Nad námi svítá — Mytiska
- 1953 — Молодые годы / Mladá léta — Бём
- 1953 —  / Divotvorný klobouk — голос судьи, озвучивание
- 1953 — Тайна крови / Tajemství krve — доктор на лекции
- 1954 — Комические рассказы Гашека / Haškovy povídky ze starého mocnářství — Каплан
- 1954 — Экспресс из Нюрнберга / Expres z Norimberka — Mrkvicka
- 1954 — Комедианты / Komedianti — Рихтар
- 1954 — Цирк будет / Cirkus bude! — Ostrý
- 1955 — Ангел в горах / Anděl na horách — Мейзлик, сотрудник службы отдыха
- 1955 — Ян Жижка /Jan Žižka
- 1956 — Человек в воздухе / Muž v povětří — Zatrapa
- 1956 — Образцовый кинематограф Ярослава Гашека / Vzorný kinematograf Haska Jaroslava
- 1956 — Поправьте фокус! / Zaostřit, prosím! — Tajemník
- 1956 — Игра с чёртом / Hrátky s čertem — Karborund
- 1957 — Война за веру: Полководец / Jan Žižka — Alderman
- 1957 — Бравый солдат Швейк / Dobrý voják Švejk — Бретшнайдер, агент
- 1957 — Швейк на фронте / Poslušně hlásím — поручик Дуб
- 1957 —  / Konec jasnovidce — Елинек (к/м)
- 1957 — 2000 — Крот / Krtek (анимационный сериал, озвучивание)
- 1957 — Отправление 13:30 / Florenc 13.30 — мистер Кадет
- 1958 — Что скажет жена? / Co řekne žena — Покорный
- 1958 — О вещах сверхъестественных / O věcech nadpřirozených — Insurance agent
- 1959 — Как Франта научился бояться / Jak se Franta naučil bát — призрак Сирила (к/м)
- 1960 — Поющая пудреница / Zpívající pudřenka — доктор Шварц
- 1960 — У нас в Мехове / U nás v Mechově — доктор Гертль
- 1960 — Богатырь / Chlap jako hora — ростовщик Новак
- 1960 — Августовское воскресенье / Srpnová neděle — деревенский музыкант
- 1960 — Чёрная суббота /Černá sobota — Вацлав Кубичек, кладовщик
- 1961 —  / Pohádka o staré tramvaji — Velký revizor
- 1962 —  / Kuřata na cestách — Klempera
- 1964 — Ковёр и мошенник / Čintamani a podvodník — полицейский
- 1965 — Дом на Карповой улице / Das Haus in der Karpfengasse — старый Каудерс
- 1965 — Утраченное лицо / Ztracená tvář
- 1966 — Робин Гуд, благородный разбойник / Robin Hood, der edle Räuber — Reicher Händler zu Pferd (ТВ)
- 1966 — Призрак замка Моррисвилль / Fantom Morrisvillu — Doctor Stolly
- 1966 — Похищенный дирижабль / Ukradená vzducholoď — судья
- 1966 — Свадьба что надо! / Svatba jako řemen — отец
- 1967 — Автомат желаний / Automat na přání — завуч
- 1968 — На боевой повозке Жижки / Na Žižkově válečném voze — Адам Хруст
- 1968 — Пражский Шерлок Холмс / Prazský Sherlock Holmes — инспектор (ТВ, к/м)
- 1968 — 1970 — Грешные люди города Праги / Hříšní lidé města pražského — следователь Мражек (сериал)
- 1969 — Дон Жуан / Don Sajn — рассказчик (к/м)
- 1970 — Дьявольский медовый месяц / Ďábelské líbánky
- 1970 — На комете / Na kometě — полковник Пикард
- 1970 — 1978 — Пан Тау / Pan Tau — дедушка Урбан (сериал)
- 1970 —  / Co to bouchlo? — рассказчик, озвучивание (к/м)
- 1970 — Собачки лорда Карлтона / Psíčci lorda Carletona (ТВ)
- 1971 — Пан, вы вдова / Pane, vy jste vdova! — король Оскар XV
- 1971 — Четырёх убийств достаточно, дорогая / Čtyři vraždy stačí, drahoušku! — Шеридан
- 1971 — Соломенная шляпка / Slaměný klobouk — Бриан - главный декоратор
- 1972 — Девушка на метле / Dívka na koštěti - Rousek
- 1972 — Расследования моей жены / Kde Aféry mé ženy — доктор Пршикрыл
- 1972 — Шесть медведей и клоун Цибулька / Šest medvědů s Cibulkou — школьный инспектор
- 1973 — Убийство в отеле «Эксцельсиор» / Vražda v hotelu Excelsior — Мражек
- 1973 — 30 девушек и Пифагор / 30 panen a Pythagoras — Махачек
- 1974 — Тридцать случаев майора Земана / 30 prípadu majora Zemana — Бина (сериал)
- 1974 — Летний романс / Letní romance (ТВ)
- 1975 — Трое невиновных / Tři nevinní — дед Вацлав
- 1975 — «Портниха» женится / Dva muži hlásí příchod — Soused Pazdera
- 1975 — Подходим ли мы друг другу, дорогой? / Hodíme se k sobě, miláčku? — кибернетик
- 1975 — Соло для слона с оркестром / Cirkus v cirkuse — репортёр
- 1975 — Как утопить доктора Мрачека / Jak utopit dr. Mráčka aneb Konec vodníků v Čechách — Бертик
- 1976 — Бурлящее вино / Bourlivé víno — Густав Маруштик
- 1976 — Маречек, подайте мне ручку! / Marečku, podejte mi pero! — учитель химии
- 1976 —  / O mysích ve staniolu — Кот, озвучивание (анимация)
- 1976 —  / Jak ulovit tygra — Кот, озвучивание (анимация)
- 1977 —  / Honza málem králem — король
- 1977 — А что, если поесть шпината? / Což takhle dát si špenát — дедушка Лиски
- 1977 — Оставьте его, пусть боится / Jen ho nechte, ať se bojí — пенсионер
- 1977 —  / Velryba - Abyrlev — Кот, озвучивание (анимация)
- 1977 — Наш старик Йозеф / Náš dědek Josef — Ян Покорный
- 1977 — Все против всех
- 1978 — Как разбудить принцессу / Jak se budí princezny — барон
- 1978 — Девятое сердце / Deváté srdce — клоун
- 1978 — Принц и Вечерняя Звезда / :cs:Princ a VečernicePrinc a Večernice — шут Какафирек
- 1978 —  / Príhody brouka Pytlíka — рассказчик / Brouk Pytlík / дополнительные голоса, озвучивание (к/м)
- 1979 — Проделки мизантропа / Já už budu hodný, dědečku! — психиатр
- 1979 — Арабелла / Arabela — Stunk (сериал)
- 1980 — Что моё, то моё / Co je doma, to se počítá, pánové! — дедушка Новак
- 1980 — Сказка о Гонзике и Марженке / Pohádka o Honzíkovi a Marence — Dwarfs, озвучивание
- 1981 — Зрелое вино / Zralé víno — Густав Маруштик
- 1981 — Бульдоги и вишни / Buldoci a třešně — старик-мафиози
- 1981 — Тайна Карпатского замка / Tajemství hradu v Karpatech
- 1981 —  / Ulicnictví pana Cabouna (к/м)
- 1981 —  / Pohádka o mokrosuchém štěstí — Principál (ТВ)
- 1981 —  / V podstatě jsme normální
- 1982 — Зелёная волна / Zelená vlna — человек
- 1982 — Как мир теряет поэтов / Jak svět přichází o básníky — Валериан
- 1983 — Летающий Честмир / Létající Čestmír — Kolousek (сериал)
- 1984 — Луция, гроза улицы / Lucie, postrach ulice — Big Formelák, озвучивание
- 1984 — И снова эта Луция! / ...a zase ta Lucie! — Vendor
- 1984 — Как поэты теряют иллюзии / Jak básníci přicházejí o iluze — Валериан
- 1985 — Медведь / Medvěd (ТВ)
- 1986 — Молодое вино / Mladé víno — Густав Маруштик
- 1986 — Похождения бравого солдата Швейка / Osudy dobrého vojáka Svejka — Шрёдер, озвучивание
- 1986 —  / O houbovém Kubovi a princi Jakubovi — Podoubák (ТВ)
- 1987 — Как поэтам нравится жизнь / Jak básníkům chutná život — Валериан
- 1987 — Яростный репортер / Zuřivý reportér — Beggar
- 1993 — Арабелла возвращается / Arabela se vrací — Blekota (сериал)

## Дубляж
- 1949 — Константин Заслонов / Nebezpečná křižovatka — Шурмин (роль Владимира Дорофеева)
- 1950 — Пёстроклетчатые / Život v kanafasu — конферансье в Шёнеберге (роль Вальтера Гросса)
- 1954 — Посмертные записки Пиквикского клуба / Klub Pickwickovců — Фогг (роль Алана Уитли)
- 1957 — Банда с Лавендер Хилл / Zlaté věže — мистер Ричардс (роль Чарльза Лэмба), литейщик, полицейский
- 1963 — Прекрасная американка / Výhodná koupě — братья-близнецы Виралё (роль Луи де Фюнеса)
- 1963 — Дьявол и десять заповедей / Ďábel a desatero — Антуан Вайян, грабитель (роль Луи де Фюнеса)
- 1966 — Олд Шаттерхенд / Old Shatterhand — Сэм Хоукинс (роль Ральфа Вольтера)
- 1966 — Морозко / Mrazík — Баба-Яга (роль Георгия Милляра)
- 1967 — Виннету и полукровка Апаначи / Vinnetou - poslední výstřel — Сэм Хоукинс (роль Ральфа Вольтера)
- 1968 — Жандарм из Сен-Тропе / Četník ze Saint Tropez — Людовик Крюшо (роль Луи де Фюнеса)
- 1968 — Жандарм в Нью-Йорке / Četník v New Yorku — Людовик Крюшо (роль Луи де Фюнеса)
- 1968 — Анжелика и король / Angelika a král — Савари (роль Паскуале Мартино)
- 1969 — Большие каникулы / Senzační prázdniny — Шарль Боскье, директор частной гимназии (роль Луи де Фюнеса)
- 1969 — Неукротимая Анжелика / Nezkrotná Angelika — Савари (роль Паскуале Мартино)
- 1970 — Жандарм женится / Četník se žení — Людовик Крюшо (роль Луи де Фюнеса)
- 1971 — Анжелика в гневе / Báječná Angelika — метр Боржу, трактирщик (роль Ноэля Роквера)
- 1971 — Жандарм на прогулке / Četník ve výslužbě — жандарм Людовик Крюшо (роль Луи де Фюнеса)
- 1971 — Замороженный / Hibernatus — Юбер де Тартас (роль Луи де Фюнеса)
- 1971 — Оскар / Oscar — Бертран Барнье (роль Луи де Фюнеса)
- 1971 — Татуированный / Tetovaný — Фелисьен Мезре (роль Луи де Фюнеса)
- 1972 — Человек-оркестр / Piti Piti Pa — Эван Эванс (роль Луи де Фюнеса)
- 1972 — Большая прогулка / Velký flám — Станислас Лефор (роль Луи де Фюнеса)
- 1972 — На древо взгромоздясь / Na stromě — Анри Рубье (роль Луи де Фюнеса)
- 1974 — Маленький купальщик / Tonoucí se stébla chytá — Луи-Филипп Фуршом (роль Луи де Фюнеса)
- 1975 — Фантомас разбушевался / Fantomas se zlobí — комиссар Жюв (роль Луи де Фюнеса)
- 1975 — Мания величия / Pošetilost mocných — Дон Саллюстий де Базан (роль Луи де Фюнеса)
- 1976 — Капитан Фракасс / Kapitán Fracasse — Скапен (роль Луи де Фюнеса)
- 1977 — Фантомас / Fantomas — комиссар Жюв (роль Луи де Фюнеса)
- 1977 — Разиня / Smolař — Леопольд Сароян (роль Луи де Фюнеса)
- 1977 — Фантомас против Скотланд-Ярда / Fantomas kontra Scotland Yard — комиссар Жюв (роль Луи де Фюнеса)
- 1979 — Прекрасные господа из Буа-Доре / Markýz de Bois-Doré — Жовелен (роль Оливье Юссено)
- 1979 — Крылышко или ножка / Křidýlko nebo stehýnko — Шарль Дюшмен (роль Луи де Фюнеса)
- 1981 — Склока / Jeden hot a druhý čehý — Гийом Добрей-Лаказ (роль Луи де Фюнеса)
- 1982 — Жандарм и инопланетяне / Četník a mimozemšťané — Людовик Крюшо (роль Луи де Фюнеса)
- 1982 — Жандарм и жандарметки / Četník a četnice — Людовик Крюшо (роль Луи де Фюнеса)
- 1984 — Бесконечная история / Nekonečný příběh — Энгивук (роль Сидни Бромли)
- 1987 — Ресторан господина Септима / Grand restaurant pana Septima — месье Септим, хозяин парижского ресторана (роль Луи де Фюнеса)

## Награды
- 1958 — Заслуженный артист ЧССР
- 1984 — Народный артист ЧССР